# Elizabeth Castro
Elizabeth Castro   (San Leandro, 12 de maig de 1965), és una escriptora, editora i traductora estatunidenca, coneguda pels seus llibres sobre desenvolupament de llocs web i pel seu activisme per la independència de Catalunya. És gracienca d'adopció.

## Biografia
Nascuda a Califòrnia el 1965, té un Bachelor of Arts per la Universitat de Pennsilvània. Entre 1987 i 1993 va viure a Barcelona, on gestionava la traducció de programes informàtics. El 1993 es va traslladar als Estats Units per escriure llibres sobre l'ús d'Internet i el World Wide Web. És autora del supervendes HTML, XHTML, and CSS: Visual QuickStart Guide, amb vuit edicions i més d'un milió d'exemplars venuts.
També ha participat activament en el moviment independentista català i la seva difusió internacional, amb l'edició de What Catalans Want, de Toni Strubell i Lluís Brunet, i Barcelona, Catalonia: A View from the Inside, de Matthew Tree. El 2013 va editar el recull d'assajos What's up with Catalonia? Està treballant en el recull de fotos Many Grains of Sand. Ha coordinat l'edició en anglès del diari VilaWeb des del gener fins al juliol del 2014. El 2015 es va presentar a les eleccions al secretariat nacional de l'Assemblea Nacional Catalana (ANC), sent la candidata més votada. A continuació va optar a la presidència de l'Assemblea competint únicament amb Jordi Sànchez, qui va obtenir finalment el càrrec per 54 contra 20 vots des del tot just renovat nou secretariat nacional. Ocupa el càrrec de coordinadora de la comissió d'incidència internacional de l'ANC.
El gener de 2016, Liz Castro va deixar voluntàriament de formar part de la direcció de l'entitat sobiranista ANC per poder dedicar més temps a acabar els llibres sobre el procés que tenia en marxa. El setembre de 2016 presenta les edicions en anglès i en català de Many grains of sand (Molts granets de sorra) acompanyada per la presidenta del Parlament de Catalunya, Carme Forcadell, qui li prologa la nova publicació. El març de 2017 impulsa la campanya de micromecenatge "Per Sant Jordi, #OperacióEspanya" amb l'objectiu de fer arribar 300 exemplars de l'edició en castellà del seu darrer llibre a VIPs, polítics, corresponsals i diplomàtics que segueixen el procés des de Madrid. Obté 6.700 € en 10 dies per dur a terme la campanya. El novembre de 2017 va publicar el llibre Els carrers seran sempre nostres on relata els successos de referèndum de l'1 d'octubre de 2017.
El gener de 2019 funda l'Aixeta, una plataforma de micromecenatge continu per donar suport a projectes creatius per subscripció

## Obra publicada

### Llibres
A partir del 2010, tots els seus llibres en anglès va ser publicats per Peachpit Press, en el seu format Visual Quickstart Guide o Visual Quickproject Guide. Aquests llibres aporten codi d'exemple i il·lustracions seguides d'explicacions pensades per ensenyar els conceptes relacionats. El 1994 va editar la cinquena edició de The Macintosh Bible.

#### HTML
- HTML for the World Wide Web, gener de 1996, p. 176. ISBN 0-201-88448-8.
- HTML for the World Wide Web, 2nd Edition, febrer de 1997, p. 255. ISBN 0-201-68862-X.
- HTML 4 for the World Wide Web (3rd Edition), maig de 1998, p. 336. ISBN 0-201-69696-7.
- HTML 4 for the World Wide Web, Fourth Edition, octubre de 1999, p. 384. ISBN 0-201-35493-4.
- HTML for the World Wide Web, 5th Edition, with XHTML and CSS, setembre de 2002, p. 480. ISBN 0-321-13007-3.
- HTML for the World Wide Web, 5th Edition, with XHTML and CSS, Student Edition, febrer de 2003, p. 592. ISBN 0-321-15068-6.
- Creating a Web Page with HTML, agost de 2004, p. 144. ISBN 0-321-27847-X.
- HTML, XHTML & CSS, Sixth Edition, agost de 2006, p. 456. ISBN 0-321-43084-0.
- HTML5 and CSS3, Seventh Edition, desembre de 2011, p. 504. ISBN 978-0-321-71961-4.
- HTML5 and CSS3, Seventh Edition, with DVD QuickStart Video, gener de 2012, p. 550. ISBN 978-0-321-81539-2.

#### Netscape
- Netscape 2 for Windows, maig de 1996, p. 256. ISBN 0-201-88615-4.
- Netscape 2 for Macintosh, juny de 1996, p. 288. ISBN 0-201-88631-6.
- Netscape 3 for Macintosh, octubre de 1996, p. 288. ISBN 0-201-69408-5.
- Netscape 3 for Windows, novembre de 1996, p. 288. ISBN 0-201-69409-3.
- Netscape Communicator 4 for Windows, octubre de 1997, p. 368. ISBN 0-201-68864-6.
- Netscape Communicator 4 for Macintosh, novembre de 1997, p. 360. ISBN 0-201-68886-7.

#### Perl i CGI
- Perl and CGI for the World Wide Web, novembre de 1998, p. 272. ISBN 0-201-35358-X.
- Perl and CGI for the World Wide Web, Second Edition, juny de 2001, p. 336. ISBN 0-201-73568-7.

#### XML
- XML for the World Wide Web, novembre de 2000, p. 270. ISBN 0-201-71098-6.

#### Blogger
- Publishing a Blog with Blogger, febrer de 2005, p. 144. ISBN 0-321-32123-5.
- Publishing a Blog with Blogger: Second Edition, novembre de 2009, p. 192. ISBN 978-0-321-63752-9.

#### iPhoto
- Creating a Photo Book and Slideshow with iPhoto 5, juny de 2005, p. 160. ISBN 0-321-35752-3.

#### EPUB
- EPUB Straight to the Point: Creating ebooks for the Apple iPad and other ereaders, agost de 2010, p. 192. ISBN 978-0-321-73468-6.
- Fixed Layout EPUBs for iPad and iPhone: Straight to the Point Miniguide (només per eBook), febrer de 2011, p. 20.

#### Altres
- Faxivisa: la realidad sobre la compra por correo de material informático a Estados Unidos, 1992. ISBN 84-88004-08-7.
- Molts granets de sorra (2016)[13]

### Política
- Castro, Liz. Molts granets de sorra, 12 de setembre de 2016. ISBN 978-1-61150-255-4.
- Castro, Liz. What's up with Catalonia (en anglès).  Catalonia Press, 19 de febrer de 2013, p. 226. ISBN 978-1611500325.

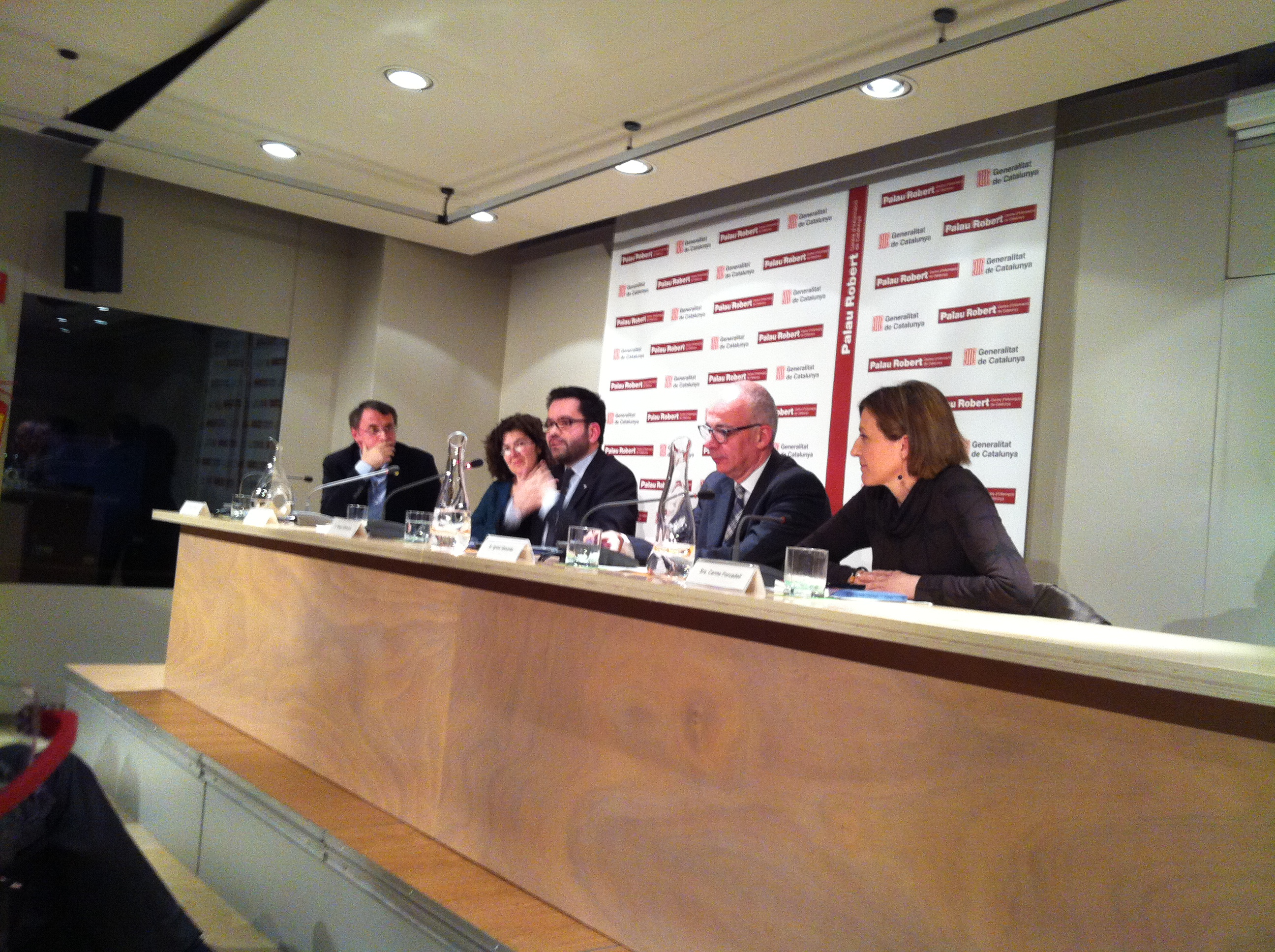
Castro durant la presentació del llibre What's up with Catalonia?

- Castro, Liz. Els carrers seran sempre nostres.  Pòrtic, 29 de novembre de 2017, p. 112. ISBN 978-84-9809-407-7.

## Premis i reconeixements
El 2011 Òmnium Cultural va atorgar-li el 25è Premi Joan B. Cendrós perquè «s'ha donat a conèixer en els darrers anys per la seva tasca de promoció de Catalunya i els seus principals aspectes lingüístics, culturals i polítics impulsant l'editorial Catalonia Press així com a través d'internet on informa de l'actualitat catalana en anglès». El 2014 va rebre un dels Premis Batista i Roca – Memorial Enric Garriga Trullols, de l'Institut de Projecció Exterior de la Cultura Catalana. El 2016 va rebre el Premi Pompeu Fabra.